# Yennenga
Pour l’article homonyme, voir Yennenga pour la ville nouvelle.
Yennenga est une princesse originaire du royaume de Dagomba, fille du Naaba Nedega Kola et de la reine Napoko. Elle est la fondatrice du royaume Moogo (rassemblant les peuples mossis) dans l'actuel Burkina Faso. C'est en voulant fuir son destin qu'elle rencontre Rialé, un chasseur de sang princier. De leur union naît un garçon prénommé Ouédraogo (mot signifiant «cheval mâle» ou «étalon») en l'honneur du destrier qui conduisit la princesse au jeune chasseur. Yennenga est une figure très populaire au Burkina Faso et le patronyme Ouédraogo est le plus courant chez les Mossis.

## Mythe
Il est important de signaler que l'histoire de la princesse est issue exclusivement de la tradition orale mossi. Celle-ci connait donc de nombreuses variantes selon l'origine des narrateurs. On peut en distinguer trois, celle issue des tambourinaires des chefs, celle issue des chefs de terre ou « récits nakomsé» (récits monarchiques) et enfin celle issue de la caste des forgerons. Chaque catégorie sociale raconte l'histoire à sa manière, selon son rôle dans la société.

### Enfance
Yennenga, Poko de son vrai nom, est née dans la ville de Gambaga, au nord du Ghana actuel, entre le XIe et le XVe siècle. Nedega, son père, était un naaba dont le royaume dominait les peuples Dagomba et Mamprousi. Il régnait avec autorité et justesse, assurant la prospérité de son royaume. Afin de protéger ce dernier, le naaba possédait une cavalerie légendaire, qui repoussait sans cesse les attaques des royaumes environnants.
La princesse était le premier enfant du roi, qui désespérait d'avoir un héritier malgré ses nombreuses épouses. Même s'il fut déçu de ne pas avoir d'héritier mâle, le roi aimait sa fille plus que tout, car elle était celle qui lui ressemblait le plus. La jeune fille, quant à elle, avait une passion pour les animaux et en particulier les chevaux. Mais elle désespérait de ne pas pouvoir les monter comme les hommes, car elle était une femme et sa place n'était pas sur le dos de cet animal. Ainsi, elle fit son initiation afin d'intégrer la communauté des femmes, tout en souhaitant faire partie de celle des hommes qui peuvent chevaucher, partir en guerre et ne sont pas astreints aux tâches ménagères.

### La princesse amazone
Le tempérament ardent de la jeune princesse la poussa à braver les interdits et elle demanda à son père l'autorisation de chevaucher à ses côtés. D'abord hésitant, son père finit par lui accorder ce qu'elle souhaitait car il ne pouvait rien lui refuser. La princesse accompagna son père dans ses longues chevauchées puis, faisant preuve d'une grande adresse, elle l'accompagna à la guerre où elle devint rapidement une redoutable amazone. Cavalière émérite, maniant les armes mieux que les guerriers de son père, elle devint un chef de guerre indispensable au vieux roi ; entre autres, elle dirigeait la cavalerie royale.
Pour autant, les libertés accordées à la princesse n'étaient pas du goût de tous. Mais Nedega balayait les critiques, préférant garder sa fille, devenue indispensable à son armée, auprès de lui. Ceci attristait beaucoup la reine Napoko, qui désespérait de marier sa fille désormais en âge de trouver un époux.

### La fuite
Bien que féroce guerrière, la princesse n'en était pas moins devenue une belle jeune femme, fine et élancée. Son surnom de Yennenga (la mince) en était la preuve. De nombreuses grandes familles des royaumes environnant souhaitaient l'unir à leur fils. Le roi repoussait les uns après les autres tous les prétendants, ne les jugeant pas suffisamment dignes de sa précieuse fille, ce qui attristait la reine et agaçait de plus en plus la princesse.
Un jour, ne supportant plus l'attitude de son père, Yennenga sema des graines de gombo dans un champ, les fit germer et mûrir, puis laissa pourrir les pousses. Le roi, intrigué et irrité par cette négligence, interrogea sa fille, qui lui répondit : « Mon père, vous me laissez dépérir comme dépérit ce champ de gombo. » . Furieux de recevoir une leçon de morale, Nedega aurait alors puni sa fille en l'enfermant.
La nuit suivante, l'insoumise princesse parvint à quitter sa prison, à rejoindre l'écurie royale et à s'enfuir sur sa monture favorite, un étalon blanc. La chevauchée dura toute la nuit jusqu'à ce que, arrivée dans une forêt, le cheval s'embourbe et fasse chuter la princesse.
Une autre version raconte qu'à la suite d'une bataille contre des guerriers malinkés, la princesse aurait poursuivi des fuyards. Son cheval se serait alors emballé et aurait conduit la princesse dans une forêt où ils se seraient perdus.

### La naissance d'un peuple
C'est ainsi que Yennenga se retrouva seule, loin de son royaume dans la région des Boussansés ( Les Bissas). Ses pas la conduisirent jusqu'à une case isolée et elle s'en approcha pour demander l'hospitalité. Son occupant, un jeune chasseur du nom de Rialé, lui offrit bien volontier le gîte et le couvert, croyant dans un premier temps avoir affaire à un jeune homme car il n'avait jamais vu, jusque-là, de femme chevaucher. Épuisée la princesse s’endormit rapidement. Le lendemain, les deux jeunes gens purent découvrir leurs identités respectives : elle princesse amazone, lui chasseur de sang princier. Tous deux avaient fui leurs royaumes pour échapper à des destins tout tracés.
Rapidement, ils tombèrent sous le charme l'un de l'autre et devinrent inséparables. De leur union naquit un garçon qu'ils prénommèrent Ouedraogo (mot signifiant « cheval mâle » ou « étalon ») en l'honneur du destrier qui avait guidé la princesse vers le chasseur. Le garçon hérita des qualités de ses deux parents : fier, habile, intelligent et courageux, il fit rapidement leur fierté.
Les années passèrent et la princesse, nostalgique de sa terre natale et soucieuse de se réconcilier avec son père, décida d'y envoyer son fils afin qu'il fasse la connaissance de son grand-père. Le jeune homme partit pour Gambaga, chargé de présents pour son grand-père. Le vieil homme ne s'attendait pas à une telle visite. Il écouta avec émotion le récit de la rencontre de sa fille avec Rialé et accepta les excuses de cette dernière. Il organisa de grandes festivités pour le départ de son petit-fils et lui offrit du bétail, des serviteurs et une escorte de guerriers dagombas afin de fonder un nouveau royaume dans la région des Boussansés.
Lorsque Rialé vit son fils revenir à la tête d'une telle troupe, il s'écria : « Je suis venu seul dans ce pays, maintenant j’ai une femme et j’aurai beaucoup d’hommes ». Le village qu'ils fondèrent fut ainsi baptisé Morosi (Moro=homme et si=beaucoup en bambara), nom qui, par déformation, devint Mossis. Le royaume mossi et son peuple étaient nés.

### Descendance
Ouedraogo devint le premier Mogho Naba du peuple mossi. À la mort de son père, il établit sa capitale à Tenkodogo (nom signifiant « la vieille terre »). Il eut plusieurs fils : Naba Zougrana, qui lui succéda, et Naba Rawa, qui fonda un empire mossi allant de Pougo (Pô) à Doubaré, le rawatenga.
Yennenga et Rialé auraient eu un autre fils, Jaba Lompo (ou Diaba Lompo), qui serait le fondateur de la dynastie noungou ou royaume Gourmantché de Fada N'Gourma. Tous les Mogho Naba qui régnèrent sur les royaumes mossis, jusqu'au Mogho Naba actuel, sont des descendants agnatiques de Ouedraogo, le fils de Yennenga.

## Postérité

Armoiries du Burkina Faso.

Yennenga et sa légende restent très présentes dans le Burkina Faso actuel, dont les Mossis sont la population majoritaire. L'emblème nationale du pays, représenté sur les armoiries, est l'étalon blanc qui guida la princesse. Depuis 2002, elle est l'emblème du parlement à l'Assemblée nationale burkinabè.
Dans le sport, les athlètes masculins burkinabés sont surnommés les « étalons ». Deux clubs de football portent le nom de la princesse : l'ASFA Yennenga de Ouagadougou et l'équipe féminine les Princesses FC de ouagadougou
Yennenga est très présente dans les peintures sur batik et les bronzes réalisés par les artisans nationaux . Elle est représentée sur son cheval cabré, une lance dans une main, en train de pousser un cri de guerre.
Dans le monde du cinéma, la plus haute récompense décernée lors du Festival panafricain du cinéma et de la télévision de Ouagadougou ( FESPACO ), au Burkina Faso, est l'Étalon de Yennenga (en or, en argent et en bronze).
La légende de la princesse Yennenga a fait l'objet d'une adaptation en court métrage d'animation réalisé par et Blaise Patrix en 1986 : La Princesse Yennega. Le film se concentre sur la façon dont Yennega décide de partir combattre la tribu rebelle des Nions-Nionsés en dépit de l'avis de ses parents, choisit son cheval appelé Énigme d'hivernage et remporte la victoire grâce à lui, puis se montre miséricordieuse envers l'ennemi vaincu.
En 2008, la comédienne Roukiata Ouedraogo a créé une pièce de théâtre sur ce personnage : Yennenga, l’épopée des Mossé.